# Sollevamento pesi ai Giochi della XXIX Olimpiade - 58 kg femminile

## Risultati
| Pos. | Paese          | Atleta                | Strappo | Strappo | Strappo | Strappo   | Slancio | Slancio | Slancio | Slancio   | Totale |
| Pos. | Paese          | Atleta                | 1       | 2       | 3       | Risultati | 4       | 5       | 6       | Risultati | Totale |
| ---- | -------------- | --------------------- | ------- | ------- | ------- | --------- | ------- | ------- | ------- | --------- | ------ |
|      | Cina           | Chen Yanqing          | 100     | 103     | 106     | 106       | 130     | 132     | 138     | 138       | 244    |
|      | Corea del Nord | O Jong-ae             | 95      | 98      | 98      | 95        | 125     | 131     | 131     | 131       | 226    |
|      | Thailandia     | Wandee Kameaim        | 95      | 98      | 100     | 98        | 125     | 128     | 129     | 128       | 226    |
| 4    | Ecuador        | Alexandra Escobar     | 96      | 96      | 99      | 99        | 120     | 124     | 127     | 124       | 223    |
| 5    | Albania        | Romela Begaj          | 95      | 98      | 100     | 98        | 110     | 115     | 118     | 118       | 216    |
| 6    | Polonia        | Aleksandra Klejnowska | 92      | 92      | 95      | 95        | 120     | 125     | 126     | 120       | 215    |
| 7    | Romania        | Roxana Cocoş          | 82      | 86      | 89      | 89        | 111     | 115     | 115     | 115       | 204    |
| 8    | Porto Rico     | Geralee Vega          | 90      | 90      | 90      | 90        | 112     | 115     | 116     | 112       | 202    |
| 9    | Polonia        | Marieta Gotfryd       | 90      | 95      | 95      | 90        | 105     | 110     | 113     | 110       | 200    |
| 10   | Filippine      | Hidilyn Diaz          | 80      | 85      | 90      | 85        | 102     | 102     | 107     | 107       | 192    |
| 11   | Isole Salomone | Wendy Hale            | 74      | 78      | 82      | 78        | 95      | 100     | 100     | 95        | 173    |
| DSQ  | Russia         | Marina Šainova        | 95      | 98      | 98      | 98        | 125     | 128     | 129     | 129       | 227    |